# 歌碑をたずねて 〜童謡・名曲の旅〜
「歌碑をたずねて 〜童謡・名曲の旅〜」（かひをたずねて 〜どうよう・めいきょくのたび〜）は、キングレコードから発売されている童謡アルバムのシリーズ。全5タイトル。2004年8月4日発売。

## 作品

### 歌碑をたずねて 〜童謡・名曲の旅〜 北海道・東北編
- CDの色は水色。
- 品番はKICG-8252。
- 1.あざみの歌
- 2.赤い靴
- 3.どじょっこふなっこ
- 4.若葉
- 5.夕焼け小焼け
- 6.北上夜曲
- 7.とんがり帽子
- 8.雪の降る街を
- 9.ないしょ話
- 10.どんぐりころころ
- 11.牧場の朝
- 12.荒城の月
- 13.夏の思い出
- 14.汽車
- 15.とんぼのめがね
- 16.あざみの歌（カラオケ）
- 17.赤い靴（カラオケ）
- 18.どじょっこふなっこ（カラオケ）
- 19.若葉（カラオケ）
- 20.夕焼け小焼け（カラオケ）
- 21.北上夜曲（カラオケ）
- 22.とんがり帽子（カラオケ）
- 23.雪の降る街を（カラオケ）
- 24.ないしょ話（カラオケ）
- 25.どんぐりころころ（カラオケ）
- 26.牧場の朝（カラオケ）
- 27.荒城の月（カラオケ）
- 28.夏の思い出（カラオケ）
- 29.汽車（カラオケ）
- 30.とんぼのめがね（カラオケ）

### 歌碑をたずねて 〜童謡・名曲の旅〜 北関東・関東編
- CDの色は青。
- 品番はKICG-8253。
- 1.夏の思い出
- 2.うさぎとかめ
- 3.七つの子
- 4.青い目の人形
- 5.雨降りお月さん
- 6.しゃぼん玉
- 7.うさぎのダンス
- 8.十五夜お月さん
- 9.黄金虫
- 10.俵はごろごろ
- 11.四丁目の犬
- 12.たなばたさま
- 13.宵待草
- 14.証城寺の狸ばやし
- 15.月の沙漠
- 16.夏の思い出（カラオケ）
- 17.うさぎとかめ（カラオケ）
- 18.七つの子（カラオケ）
- 19.青い目の人形（カラオケ）
- 20.雨降りお月さん（カラオケ）
- 21.しゃぼん玉（カラオケ）
- 22.うさぎのダンス（カラオケ）
- 23.十五夜お月さん（カラオケ）
- 24.黄金虫（カラオケ）
- 25.俵はごろごろ（カラオケ）
- 26.四丁目の犬（カラオケ）
- 27.たなばたさま（カラオケ）
- 28.宵待草（カラオケ）
- 29.証城寺の狸ばやし（カラオケ）
- 30.月の沙漠（カラオケ）

### 歌碑をたずねて 〜童謡・名曲の旅〜 南関東・東海編
- CDの色は紫。
- 品番はKICG-8254。
- 1.かもめの水兵さん
- 2.浜辺の歌
- 3.かなりや
- 4.花
- 5.春の小川
- 6.たきび
- 7.赤い靴
- 8.城ヶ島の雨
- 9.七里ヶ浜の哀歌
- 10.さくら貝の歌
- 11.めだかの学校
- 12.箱根八里
- 13.みかんの花咲く丘
- 14.椰子の実
- 15.夏は来ぬ
- 16.かもめの水兵さん（カラオケ）
- 17.浜辺の歌（カラオケ）
- 18.かなりや（カラオケ）
- 19.花（カラオケ）
- 20.春の小川（カラオケ）
- 21.たきび（カラオケ）
- 22.赤い靴（カラオケ）
- 23.城ヶ島の雨（カラオケ）
- 24.七里ヶ浜の哀歌（カラオケ）
- 25.さくら貝の歌（カラオケ）
- 26.めだかの学校（カラオケ）
- 27.箱根八里（カラオケ）
- 28.みかんの花咲く丘（カラオケ）
- 29.椰子の実（カラオケ）
- 30.夏は来ぬ（カラオケ）

### 歌碑をたずねて 〜童謡・名曲の旅〜 近畿・北陸・甲信越編
- CDの色は緑。
- 品番はKICG-8255。
- 1.花かげ
- 2.紅葉
- 3.故郷
- 4.朧月夜
- 5.背くらべ
- 6.里の秋
- 7.蛙の笛
- 8.春の歌
- 9.早春賦
- 10.夕日
- 11.あの子はたあれ
- 12.赤とんぼ
- 13.まりと殿様
- 14.うみ
- 15.てるてるぼうず
- 16.花かげ（カラオケ）
- 17.紅葉（カラオケ）
- 18.故郷（カラオケ）
- 19.朧月夜（カラオケ）
- 20.背くらべ（カラオケ）
- 21.里の秋（カラオケ）
- 22.蛙の笛（カラオケ）
- 23.春の歌（カラオケ）
- 24.早春賦（カラオケ）
- 25.夕日（カラオケ）
- 26.あの子はたあれ（カラオケ）
- 27.赤とんぼ（カラオケ）
- 28.まりと殿様（カラオケ）
- 29.うみ（カラオケ）
- 30.てるてるぼうず（カラオケ）

### 歌碑をたずねて 〜童謡・名曲の旅〜 中国・四国・九州編
- CDの色はオレンジ。
- 品番はKICG-8256。
- 1.大黒さま
- 2.港
- 3.私と小鳥と鈴と
- 4.大漁
- 5.田舎の四季
- 6.鉄道唱歌 東海道編
- 7.叱られて
- 8.雀の学校
- 9.浜千鳥
- 10.春よ来い
- 11.からたちの花
- 12.待ちぼうけ
- 13.荒城の月
- 14.故郷の廃家
- 15.我は海の子
- 16.大黒さま（カラオケ）
- 17.港（カラオケ）
- 18.私と小鳥と鈴と（カラオケ）
- 19.大漁（カラオケ）
- 20.田舎の四季（カラオケ）
- 21.鉄道唱歌 東海道編（カラオケ）
- 22.叱られて（カラオケ）
- 23.雀の学校（カラオケ）
- 24.浜千鳥（カラオケ）
- 25.春よ来い（カラオケ）
- 26.からたちの花（カラオケ）
- 27.待ちぼうけ（カラオケ）
- 28.荒城の月（カラオケ）
- 29.故郷の廃家（カラオケ）
- 30.我は海の子（カラオケ）